# Āya to Majo
Āya to Majo (アーヤと魔女, Āya to Majo, Brasil: Aya e a Bruxa/Portugal: Aya e a Feiticeira) é um telefilme de animação japonês produzido pelo Studio Ghibli e dirigido por Goro Miyazaki, baseado no romance Earwig and the Witch, de Diana Wynne Jones. O filme é a primeira animação do estúdio feita totalmente em computação gráfica. Foi lançado em 30 de dezembro de 2020, na emissora japonesa NHK.

## Enredo
Nos anos 90, na Inglaterra, uma menina órfã de dez anos que cresceu sem saber que era filha de uma bruxa, é e adotada por um casal de estranhos, e começa a viver uma aventura com eles.

## Elenco
- Kokoro Hirasawa como Ayā (アーヤ)[6]
- Shinobu Terajima como Bella Yāga (ベラ・ヤーガ, Bera Yāga)[6]
- Etsushi Toyokawa como Mandrake (マンドレーク, Mandorēku)[6]
- Gaku Hamada como Thomas (トーマス, Tōmasu)[6]

## Produção
Dirigido por Gorō Miyazaki, o filme foi anunciado como a primeira animação do Studio Ghibli feita totalmente em computação gráfica, e com lançamento programado para o final de 2020, pela emissora japonesa NHK. No dia 19 de junho de 2020, algumas imagens do filme foram divulgadas por Miyazaki.

## Lançamento
Āya to Majo foi programado para estrear no Festival de Cannes de 2020, antes do evento ser cancelado devido à pandemia de COVID-19. Em novembro de 2020, foram divulgadas as informações sobre o elenco, a equipe de produção, juntamente com a trama e a estreia do filme.
Assim como em outras produções do Studio Ghibli, a Wild Bunch distribuí internacionalmente o filme. Em 7 de julho de 2020, a distribuidora norte-americana GKIDS, anunciou que havia adquirido os direitos de distribuição do filme. Foi anunciado que o filme estaria previsto para ser lançado no início de 2021 na América do Norte. No dia 11 de setembro de 2020, a Wild Bunch confirmou ter adquirido os direitos de distribuição dos filmes do Studio Ghibli na França, juntamente com a distribuidora anterior, a The Walt Disney Company, e que lançaria nos cinemas e em home video no país.